# Okres Braniewo
Okres Braniewo (polsky Powiat braniewski) je okres v polském Varmijsko-mazurském vojvodství u hranic s Ruskem. Rozlohu má 1204,54 km² a v roce 2019 zde žilo 41 034 obyvatel. Sídlem správy okresu je město Braniewo.

## Gminy
Městská:
- Braniewo

Městsko-vesnické:
- Frombork
- Pieniężno

Vesnické:
- Braniewo
- Lelkowo
- Płoskinia
- Wilczęta

## Města
- Braniewo
- Frombork
- Pieniężno

## Sousední okresy
| Růžice kompasu | Kaliningrad       | Kaliningrad    | Kaliningrad        | Růžice kompasu |
| Růžice kompasu | Nowy Dwór Gdański | Sever          | Bartoszyce         | Růžice kompasu |
| Růžice kompasu | Nowy Dwór Gdański | Okres Braniewo | Bartoszyce         | Růžice kompasu |
| Růžice kompasu | Nowy Dwór Gdański | Jih            | Bartoszyce         | Růžice kompasu |
| Růžice kompasu | Elbląg            | Elbląg         | Lidzbark Warmiński | Růžice kompasu |